# Tillandsia occulta
Tillandsia occulta là một loài thuộc chi Tillandsia. Đây là loài đặc hữu của México.